# Tarzans neue Dschungelgeschichten
Tarzans neue Dschungelgeschichten ist ein US-amerikanisches Serial aus dem Jahr 1928 nach dem sechsten Tarzan-Roman Tarzans Dschungelgeschichten von Edgar Rice Burroughs. Der Film gilt als verschollen.

## Handlung
Der von Piraten abstammende Black John will Tarzans Adelstitel stehlen. Er verliebt sich in die schöne Schiffbrüchige Mary. Doch auch Tarzan ist fasziniert von ihr, beschützt sie und stellt klar, wer der echte Lord Greystoke ist.

## Produktion
Nach dem Misserfolg von Tarzan und der goldene Löwe mit James Pierce wollte FBO keine Fortsetzung drehen. Universal zahlte Burroughs eine unbekannte Summe für ein neues Tarzan-Serial nach seinem Roman Jungle Tales of Tarzan. Das Serial wurde später in Tarzan the Mighty umbenannt.
Merrill, National-Gymnastics-Champion von 1916 bis 1918, erfand die Technik des Seilschwingens. Er schwang sich tatsächlich mit Kingston in einem Arm an einer „Liane“ (einem Seil). Das Filmmaterial wurde später von MGM für Tarzan, der Affenmensch (1932) und die nachfolgende Serie von Tarzan-Filmen mit Johnny Weissmüller untersucht.
Die Produktion dauerte vom 12. April bis zum 28. Oktober 1928. Ursprünglich sollte das Serial 12 Kapitel lang sein, aber es war so erfolgreich, dass es auf 15 Kapitel verlängert wurde. Tarzans neue Dschungelgeschichten war so erfolgreich, dass eine Fortsetzung, Tarzan der Tiger, produziert wurde, in der viele der Darsteller zurückkehrten (in einigen Fällen in leicht veränderten Rollen).

## Hintergrund
Frank Merrill spielte in Tarzans neue Dschungelgeschichten zum ersten Mal die Rolle des Dschungelhelden. In Tarzan der Tiger spielte er sie ein zweites und letztes Mal.